# Oued M'Zi
Oued M'Zi (em árabe: واد مزي) é uma cidade e comuna localizada na província de Laghouat, Argélia. Segundo o censo de 2008, a população total da cidade era de 3 129 habitantes.